# Аграрна розписка
Аграрна розписка — товаророзпорядчий документ, що фіксує безумовне зобов’язання боржника, яке забезпечується заставою, здійснити поставку сільськогосподарської продукції або сплатити грошові кошти на визначених у ньому умовах.

## Особливі умови
Аграрні розписки можуть видаватися особами, які мають право власності на земельну ділянку сільськогосподарського призначення або право користування такою земельною ділянкою на законних підставах для здійснення виробництва сільськогосподарської продукції. 

### Сторони
Боржник за аграрною розпискою - особа, яка видає аграрну розписку для оформлення свого зобов’язання здійснити поставку сільськогосподарської продукції або сплатити грошові кошти на визначених в аграрній розписці умовах;
Кредитор за аграрною розпискою - фізична чи юридична особа, яка надає грошові кошти, послуги, поставляє товари, виконує роботи як зустрічне зобов’язання за договором, за яким боржник за аграрною розпискою видає їй аграрну розписку, наділяючи правом вимагати від нього належного виконання зобов’язань, а також фізична чи юридична особа, яка отримала права кредитора за аграрною розпискою від іншого кредитора за аграрною розпискою у спосіб, не заборонений законом;

### Види аграрних розписок
Аграрні розписки є двох видів — товарні та фінансові.
Товарна - предметом зобов’язання за товарною аграрною розпискою є безумовна поставка сільськогосподарської продукції згідно із вказаними в розписці кількістю та якістю, чи згідно з формулою перерахунку на випадок поставки продукції іншої якості.
Фінансова - предметом зобов’язання за фінансовою аграрною розпискою є виплата грошових коштів згідно з формулою розрахунку суми, прив'язаної до конкретного виду та кількості сільськогосподарської продукції

### Застава майбутнього урожаю
Аграрна розписка встановлює забезпечення виконання зобов’язань боржника за аграрною розпискою заставою його майбутнього врожаю. 

### Реєстр аграрних розписок
Аграрна розписка вважається виданою з дня її реєстрації в Реєстрі аграрних розписок.
Держателем реєстру є Міністерство аграрної політики та продовольства України.

## Історія виникнення
Вперше аграрна розписка була застосована на практиці у Бразилії в 1994 році. На той час це був вимушений захід, бо через економічну кризу тамтешні аграрії гостро відчували брак коштів, необхідних для розвитку галузі. Зараз у вигляді кредитів під аграрні розписки сільське господарство Бразилії залучає 25−30 млрд. доларів щорічно.

## Аграрні розписки в Україні
В Україні впровадження аграрних розписок здійснює Проект «Аграрні розписки в Україні», який реалізується  IFC (Міжнародною фінансовою корпорацією), членом Групи Світового банку, в партнерстві зі Швейцарською Конфедерацією в Україні.
Вперше в Україні аграрну розписку застосовано на практиці у 2015 році в Полтавській області. У 2016 досвід розповсюджено на Харківську, Черкаську та Вінницьку області, у 2017 на Тернопільську, Хмельницьку, Сумську та Миколаївську. А з 2018 року усі області України використовують даний інструмент, окрім окупованої частини Луганської та Донецької областей та АР Крим. 
Згідно із повідомленням Мінагропроду, за весь час існування цього інструменту станом на 9 жовтня 2018 року аграрії оформили 696 аграрних розписок на загальну суму 4,4 млрд гривень, з яких 290 – товарних на 2,5 млрд грн і 406 – фінансових на 1,9 млрд грн. Аграрними розписками скористалися виробники зернових і олійних культур, а також виробники в овочівництві, садівництві та тваринництві.